# برگه گوشت

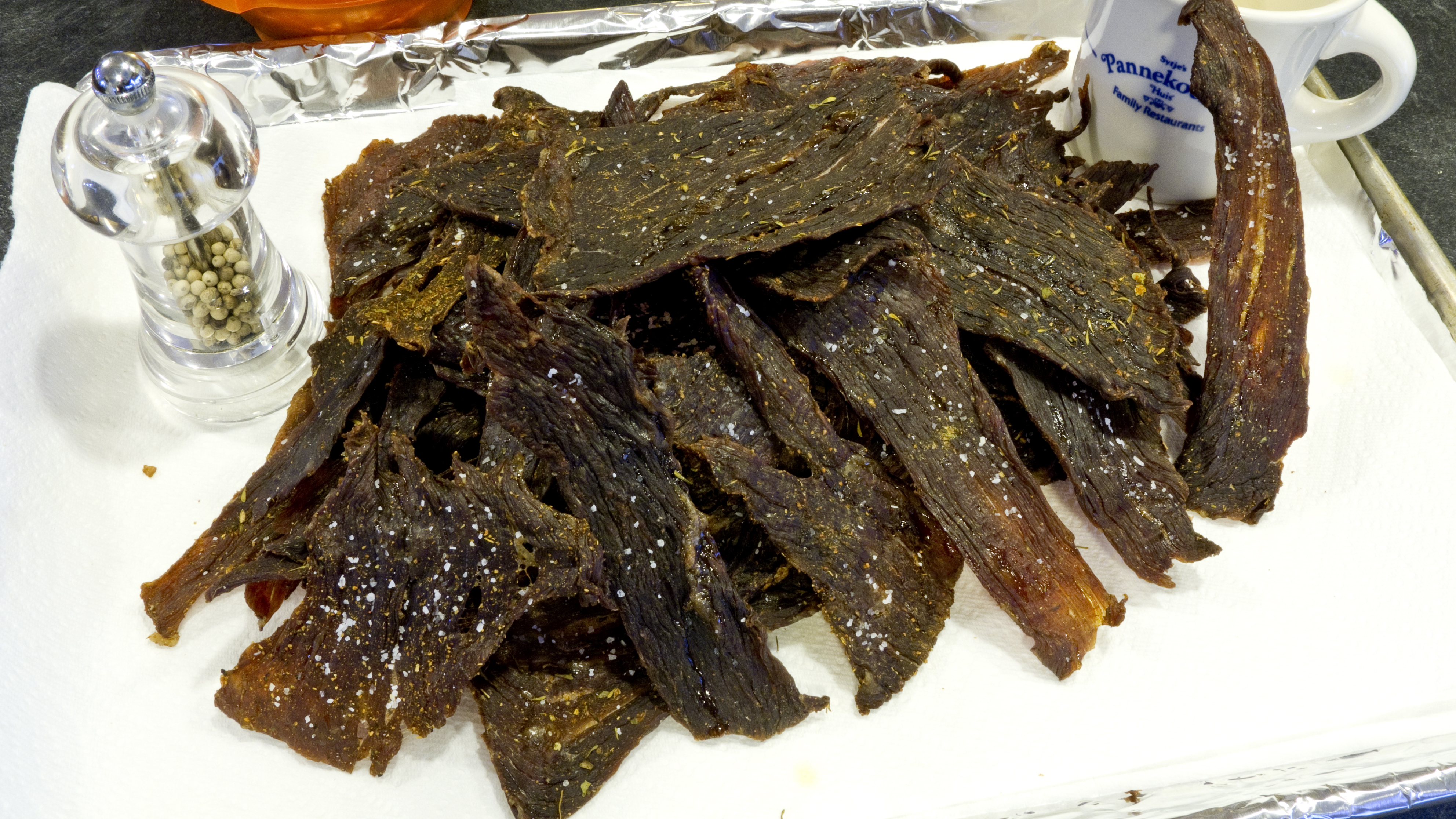
برگه

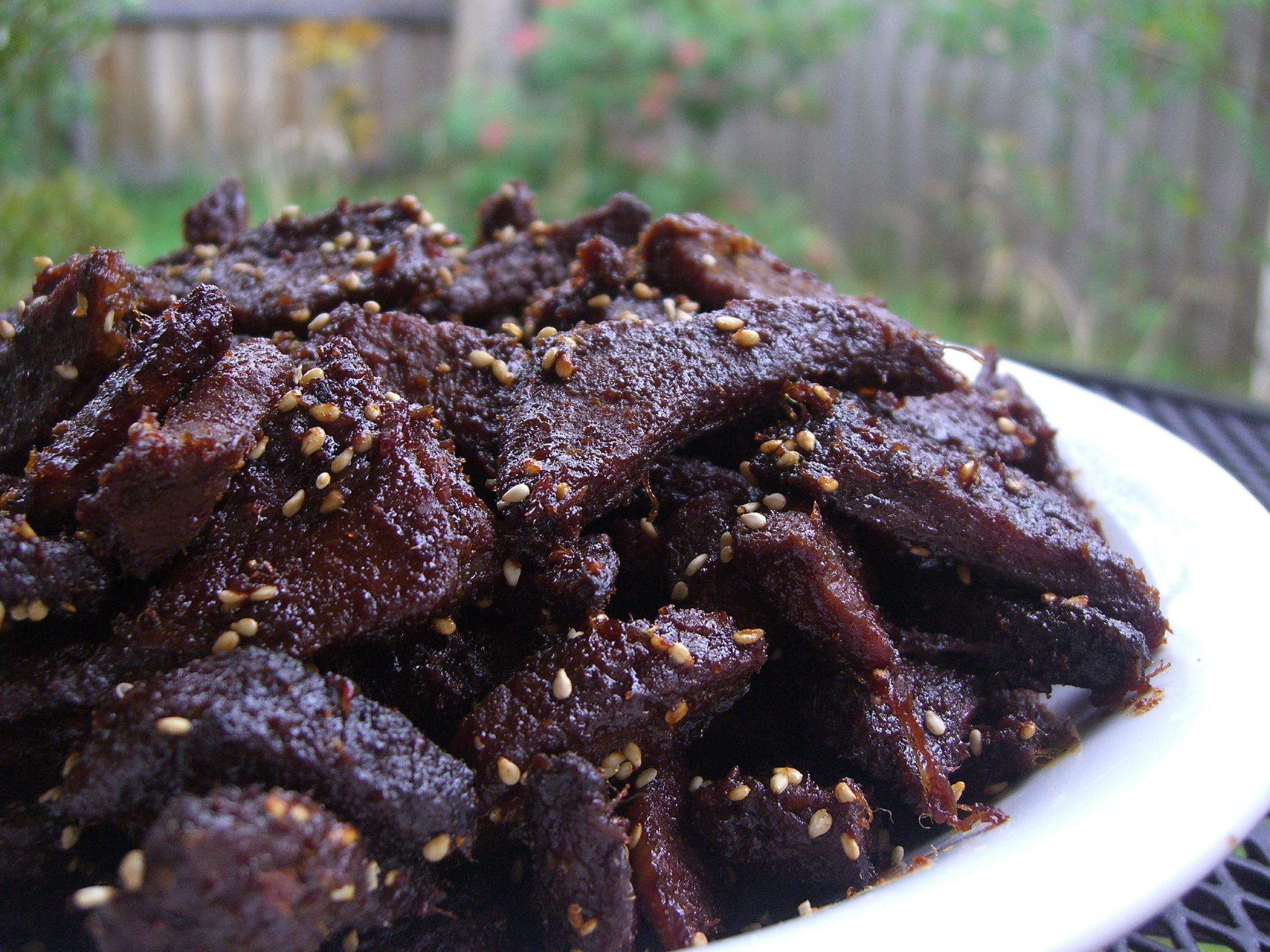
گوشت گاو آغشته با نارنج

برگه گوشت یا «جِرکی» (به انگلیسی: Jerky) یا «چارکی» گوشت بدون چربی است که به صورت نوار بریده شده و برای جلوگیری از فاسد شدن، آبگیری می‌شود. به‌طور معمول، این خشک کردن شامل افزودن نمک برای جلوگیری از رشد باکتری است. کلمه «جرکی» از واژهٔ زبان کچوا ch'arki به معنای «گوشت خشک و شور» گرفته شده است.
برگه‌های تولیدشده نوین اغلب ترش می‌شوند، با ادویه چاشنی یا مایع تهیه می‌شوند، یا با حرارت کم (معمولا زیر ۷۰ درجه سلسیوس (۱۶۰ درجه فارنهایت) دودی می‌شوند). برگه‌ای که در فروشگاه خریداری می‌شود معمولاً شامل شیرین‌کننده‌هایی مانند شکر قهوه‌ای است.
برگه آماده مصرف، نیازی به آماده‌سازی اضافی ندارد و می‌توان آن را برای ماه‌ها بدون یخچال نگهداری کرد. برای اطمینان از حداکثر ماندگاری، محتوای پروتئین به رطوبت مناسب در محصول پخت نهایی مورد نیاز است.

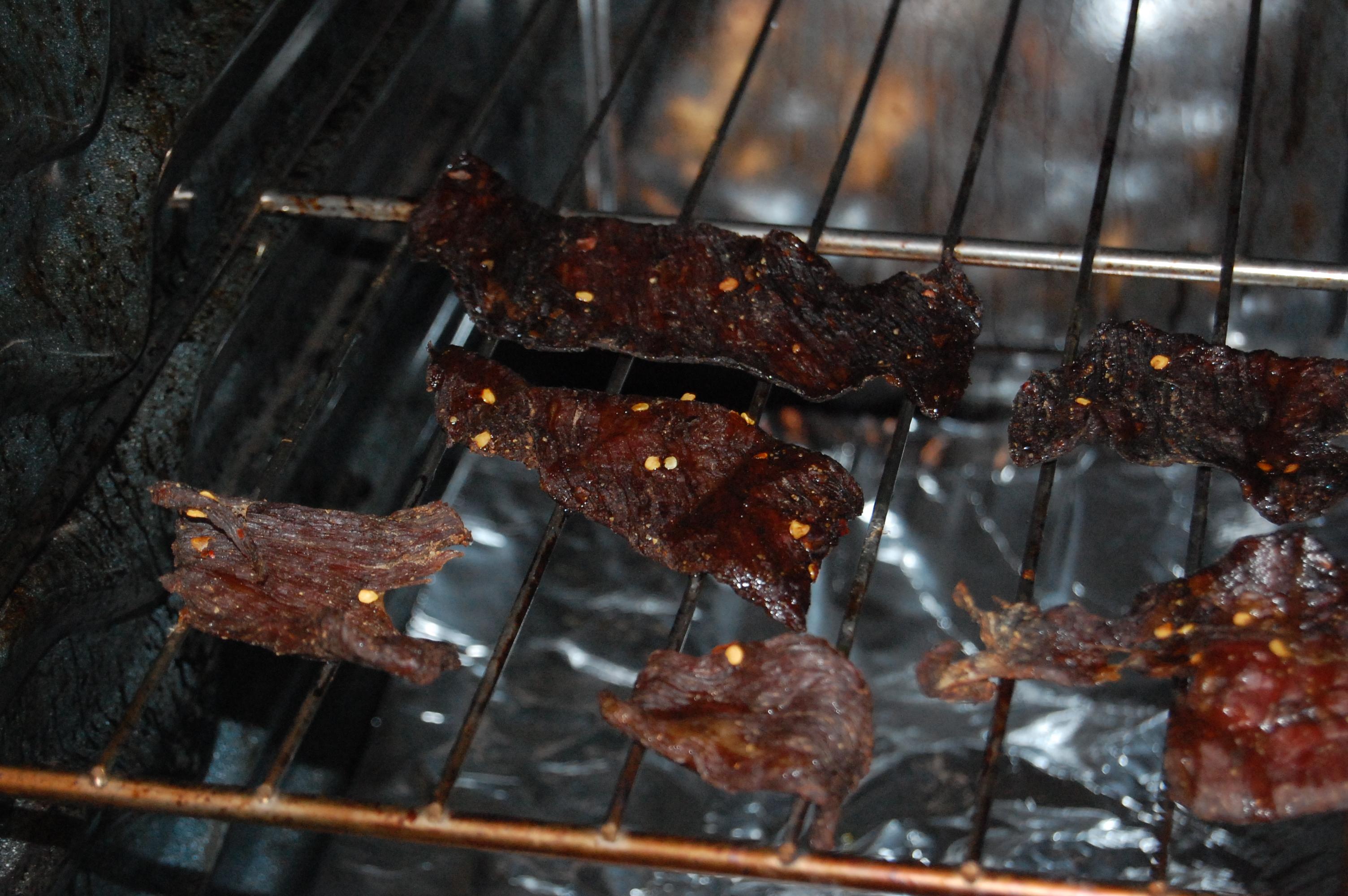
برگه گوشت گاو در حال خشک شدن

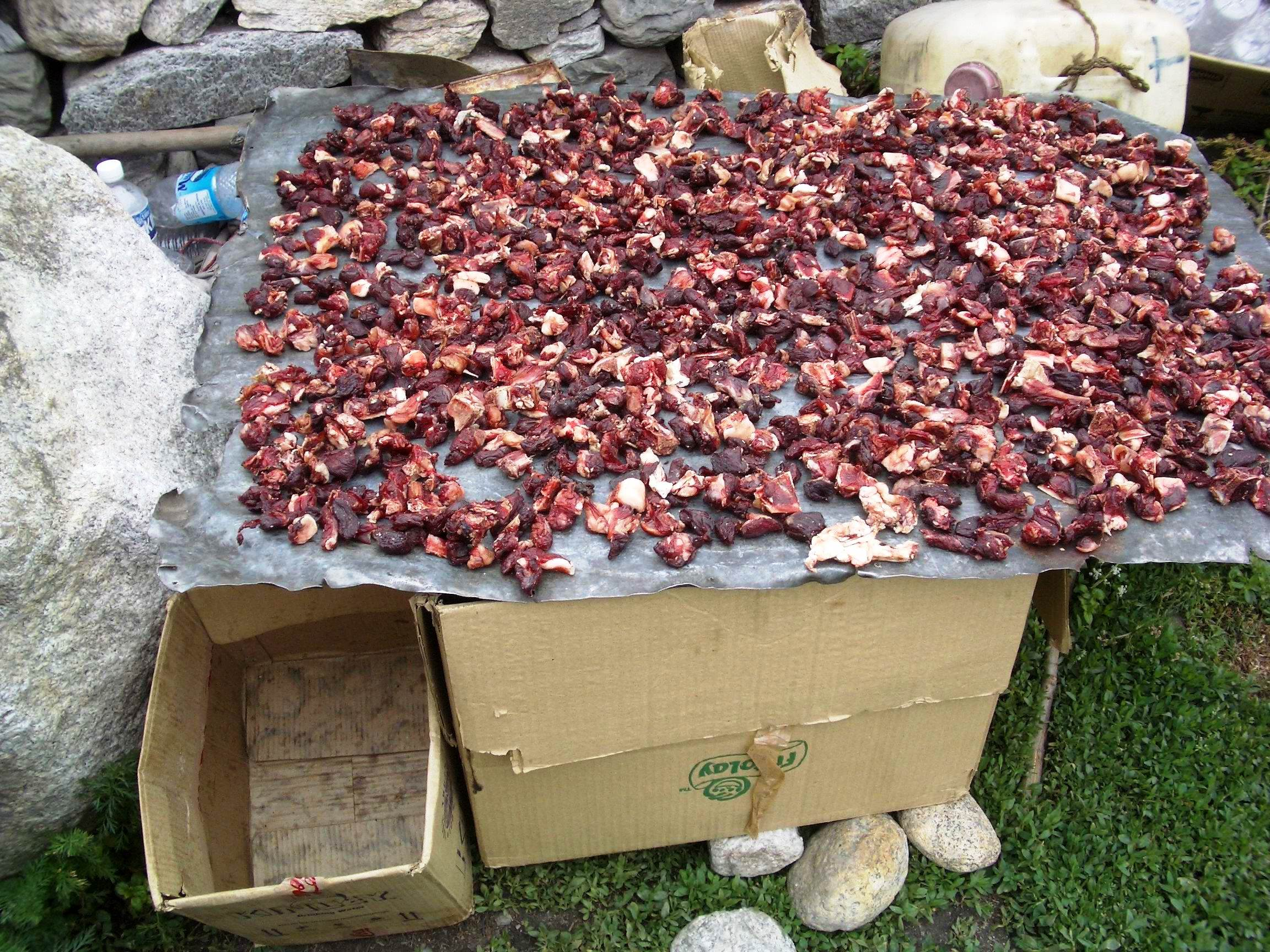
خشک کردن گوشت برای برگه کردن صومعه گاندولا، لاهاول، هند